# Flotado de válvula
El flotado de válvulas se da en los motores de combustión interna de cuatro tiempos, siendo un fenómeno que se produce a altas RPM del motor. Sucede cuando el resorte no puede cerrar a tiempo la válvula sobre su asiento, luego que la leva actuó sobre esta, siendo empujada nuevamente por dicha leva. Cuando se da esta condición, se dice que la válvula permanece "flotando" y no llega a cerrarse, lo que produce una importante pérdida de rendimiento. La única forma de recuperar el motor de esta condición es bajando su velocidad (bajar las RPM); de no hacerlo, se corre el riesgo de doblar los vástagos de las válvulas o de romperlas al golpear contra los pistones.
Rebote de válvula: Es una condición similar, se da cuando la válvula se cierra, y el efecto combinado de la inercia de la válvula y la resonancia del resorte reducen la fuerza con la que cierra, permitiendo que la válvula se abra parcialmente inmediatamente después de cerrarse.
Soluciones: resortes de válvulas más duros pueden evitar el flotado y el rebote de válvulas, pero a expensas de aumentar las pérdidas de potencia por fricción, y aumentar la fatiga en todo el sistema de válvulas. Varias técnicas han sido utilizadas para compensar el efecto de resortes más rígidos, como el doble resorte, resorte progresivo, taqués con rodillos y válvulas neumáticas.
El fabricante de motos italiano Ducati utiliza el sistema de válvulas desmodrómico, el que consta, esencialmente, de una leva para abrir la válvula y otra para cerrarla, lo que evita el uso de resortes, y permite alcanzar altas RPM. Los fabricantes de motores de Fórmula 1 utilizan un sistema de válvulas neumático, para alcanzar altas RPM y evitar el flotado de las válvulas.
- Datos: Q361756